# Jeff Green

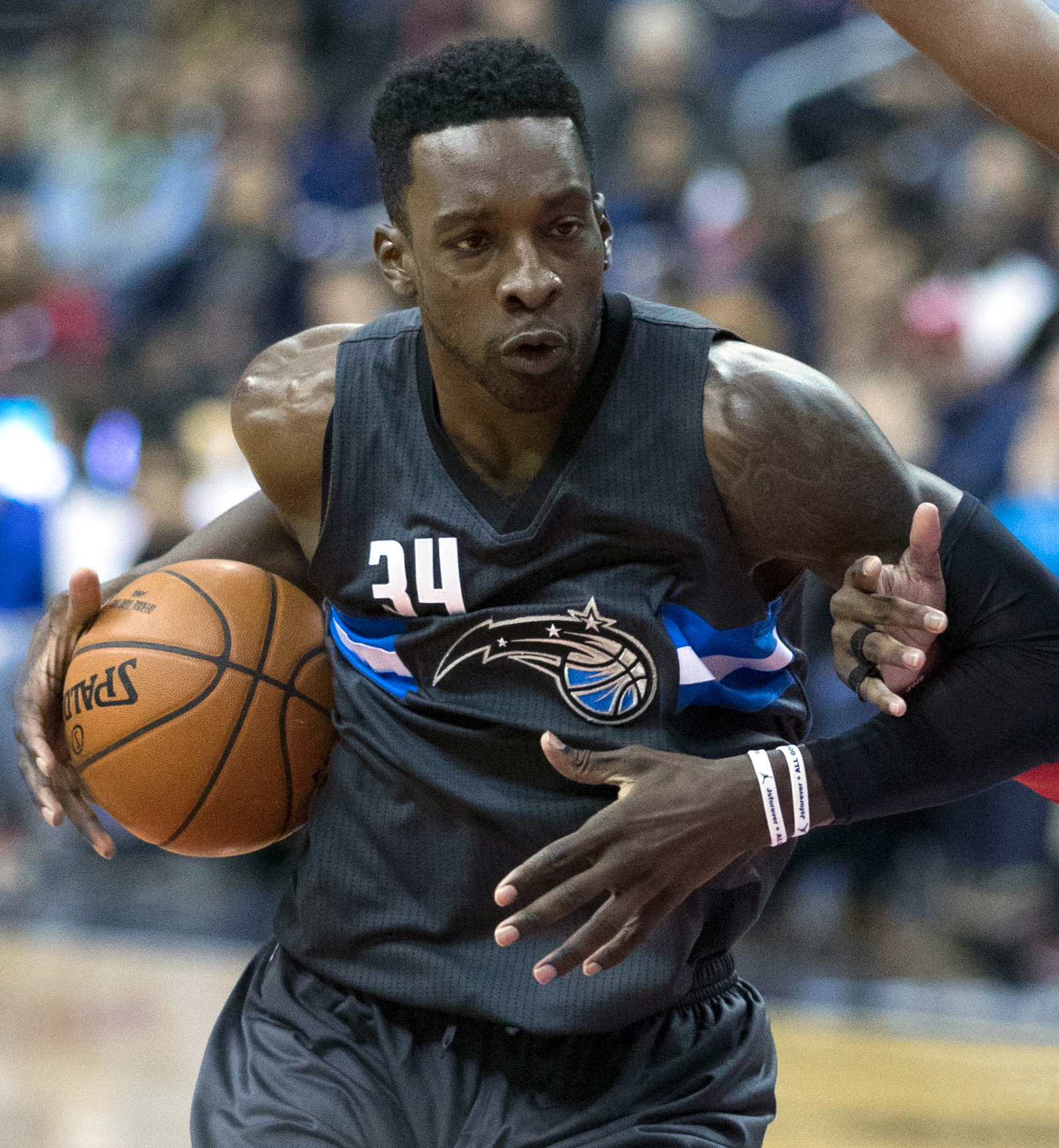
Jeff Green, 2017.

Jeffrey Lynn "Jeff" Green, född 28 augusti 1986 i Cheverly i Maryland, är en amerikansk professionell basketspelare (PF/SF) som spelar för Houston Rockets i National Basketball Association (NBA). Han har tidigare spelat för Seattle Supersonics, Oklahoma City Thunder, Boston Celtics, Memphis Grizzlies, Los Angeles Clippers, Orlando Magic, Cleveland Cavaliers, Washington Wizards, Utah Jazz, Brooklyn Nets och Denver Nuggets.
Green var med om att vinna NBA-mästerskapet, tillsammans med Denver Nuggets, för säsongen 2022–2023.
Han draftades av Boston Celtics i första rundan i 2007 års draft som femte spelare totalt.
Innan Green blev proffs studerade han vid Georgetown University och spelade för deras idrottsförening Georgetown Hoyas.